# Józef Białynia Chołodecki
Józef Dominik Bartłomiej Chołodecki herbu Białynia (ur. 15 lub 22 sierpnia 1852 w Stawkach Janowskich, zm. 30 stycznia 1934 we Lwowie) – polski urzędnik pocztowy, oficer wojskowy, pisarz i historyk, działacz społeczny.

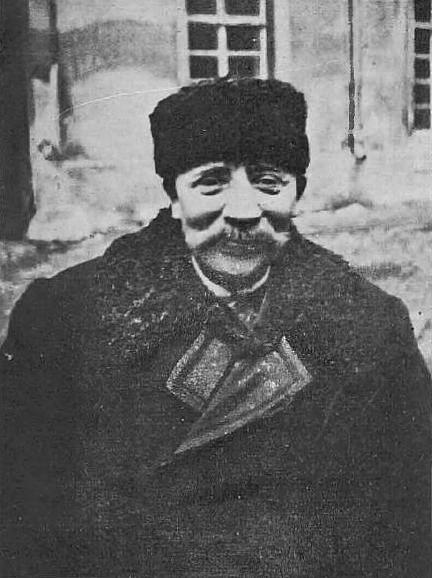
Józef Białynia Chołodecki

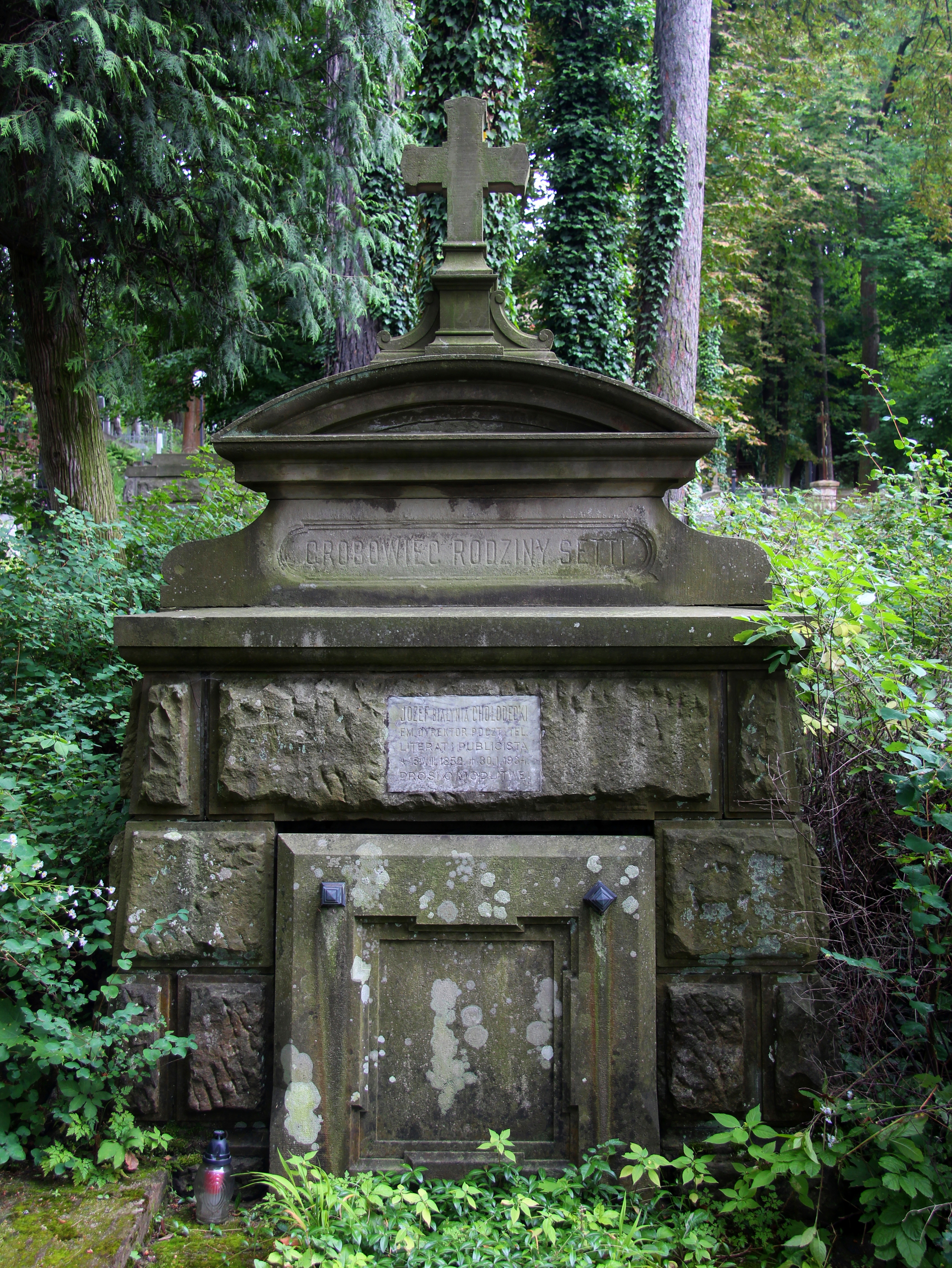
Grobowiec Józefa Białyni Chołodeckiego na cmentarzu Łyczakowskim we Lwowie

## Życiorys
Urodził się 15 lub 22 sierpnia 1852 w Stawkach Janowskich. Był synem Celestyna (1816-1867, działacz niepodległościowy, pochowany w Stryju) i Emilii z domu Setti da Forli (1824-1878, uczestniczka powstania styczniowego, pochowana w Żulinie) oraz bratankiem Tomasza.
Początkowo uczył się w domu, potem w szkole w Stryju, a następnie w gimnazjum we Lwowie. Jako uczeń gimnazjalny we Lwowie uczestniczył w organizacji powstania styczniowego 1863 działając jako kurier i goniec roznoszący korespondencję w tym do więzień, uczestnicząc w przygotowaniu broni, w różnego rodzaju wsparciu powstańcu i sabotażu wobec władz. W 1867 należał do tajnej organizacji uczniowskiej w gimnazjum. 5 października 1870 zdał egzamin dojrzałości. Następnie studiował na Wydziale Prawa Uniwersytetu Lwowskiego, w 1874 kończąc studia prawnicze ukończył studia prawnicze. W trakcie studiów działał w Czytelni Akademickiej.
Podjął pracę w galicyjskiej służbie pocztowej. Od około 1873 praktykował w Czerlanach, Niżniowie, Stanisławowie. Od około 1874 był praktykantem w Urzędzie Pocztowym we Lwowie mieście. Następnie przeszedł do pracy w C. K. Krajowej Dyrekcja Poczt we Lwowie, gdzie od 1875 praktykantem konceptowym, od około 1876 do około 1880 był koncepistą. Od 1880 był okręgowym komisarzem poczt w Czerniowcach. Po kilku latach (w Szematyzmach z lat 1882–1886 nie figurował) podjął pracę w C. K. Dyrekcji Poczt i Telegrafów dla Galicji i Wielkiego Księstwa Krakowskiego we Lwowie, gdzie od około 1886 nadkomisarzem, od około 1890 sekretarzem, od około 1894 radcą, od 1903 do 1909 dyrektorem oddziału rachunkowego (potem określany też dyrektor departamentu rachunkowego) oraz jako naczelny dyrektor izby obrachunkowej). Pod koniec lata 1909 przeszedł w stan spoczynku.
Równolegle w C. K. Armii został mianowany porucznikiem piechoty z dniem 1 listopada 1874. Jako oficer rezerwy do około 1883 był przydzielony do 77 pułku piechoty z garnizonem w Königgrätz i z komandem rezerwy w Samborze. Następnie w C. K. Obronie Krajowej został zweryfikowany w stopniu podporucznika piechoty z dniem 1 listopada 1874, a następnie awansowany na nadporucznika z dniem 1 maja 1883. Od około 1883 do około 1884 jako oficer w nieaktywnym stanie był przydzielony do Bukowińskiego batalionu piechoty obrony krajowej nr 75 w Radautz.
Należał do wielu towarzystw społecznych, naukowych i humanitarnych. Pracując w Czerniowcach był aktywny w organizacjach bukowińskiej Polonii. Od 1883 udzielał się tam w redagowaniu tamtejszej „Gazety Polskiej” (założonej przez Klemensa Kołakowskiego). Przez trzy lata pisał felietony pod pseudonimem „Walenty Ćwik”. Na miejscu był członkiem zarządu Czytelni Polskiej, współorganizował bibliotekę i polskie imprezy. Po powrocie do Lwowa poświęcił się bardziej pracy literackiej i publicystycznej, oddając się zupełnie temu po przejściu na emeryturę. Redagował „Gazetę Urzędniczą” i „Reformę Państwową”, zaś na początki XX wieku prowadził redakcję „Miesięcznika Galicyjskiego Towarzystwa Ochrony Zwierząt”. Jednocześnie jego prace drukowano w wielu periodykach lwowskich. W okresie pracy we Lwowie był prezesem branżowej organizacji Klub Pocztowy. Był działaczem I Galicyjskiego Towarzystwa Ochrony Zwierząt we Lwowie, w którym od około 1897 do około 1907 był wydziałowym, a od około 1911 co najmniej do 1914 był zastępcą prezesa. Od 1902 do 1908 przez dwie kadencje był radnym miejskim we Lwowie, będąc wtedy członkiem sekcji V dla spraw organizacyjnych i oświaty. Od około 1903 do około 1908 był delegatem miasta Lwowa do Galicyjskiego Towarzystwa Muzycznego we Lwowie. Od około 1908 co najmniej do 1914 był członkiem komisji kontrolującej w Lidze Pomocy Przemysłowej we Lwowie. Od około 1913 był skarbnikiem Polskiego Towarzystwa Heraldycznego we Lwowie do marca 1925. Był inicjatorem powstania Towarzystwa Teatru Ludowego we Lwowie i na początku XIX wieku prezesem zarządu tegoż. Należał do Towarzystwa Wzajemnej Pomocy Literatów i Artystów Polskich we Lwowie, w ramach którego w 1907 został członkiem wydziału. Był członkiem Towarzystwa dla Popierania Nauki Polskiej, Towarzystwa Przyjaciół Nauk w Przemyślu, Polskiego Towarzystwa Historycznego, Towarzystwa Miłośników Przeszłości Lwowa.
W czasie I wojny światowej po inwazji rosyjskiej 20 czerwca 1915 został przymusowo wywieziony przez władze rosyjskie do Kijowa w grupie zakładników. 18 sierpnia 1915 odzyskał wolność. Był więziony przez dwa lata.
Brał udział w obronę Lwowa w trakcie wojny polsko-ukraińskiej 1918/1919. W niepodległej II Rzeczypospolitej kontynuował swoją działalność społeczną. Przez wiele lat był członkiem Małopolskiej Straży Obywatelskiej. Na początku lat 20. był członkiem wydziału i wiceprezesem Towarzystwa Polskiego Żałobnego Krzyża dla okręgu lwowskiego, a po przekształceniu organizacji (1925) był członkiem zarządu, od 1926 wiceprezesem zarządu w wydziale wojewódzkim we Lwowie Polskiego Towarzystwa Opieki nad Grobami Bohaterów (w tym samym roku otrzymał też tytuł członka honorowego). Należał do Towarzystwa Przyjaciół Ossolineum. Był zastępcą przewodniczącego koła im. Adama Asnyka Towarzystwa Szkoły Ludowej we Lwowie, dr. Jana Poratyńskiego. W 1925 na 10-ciolecie wywiezienia przez Rosjan lwowskich zakładników został przewodniczącym zrzeszenia tego grona.
W lipcu 1905 wraz z Aleksandrem Czołowskim odkrył grobowiec Gertrudy Potockiej w podziemiach kościoła w Witkowie, w następnym roku wydał publikację temu poświęconą. Był literatem i publicystą, autorem licznych rozpraw, szkiców, artykułów, także z przeszłości Lwowa, w tym upamiętniających obronę Lwowa. Tworzył archiwum wojenne we Lwowie. Uchodził także za znawcę historii poczty polskiej. Łącznie opublikował ok. 100 książek i broszur oraz 100 felietonów. Publikował też pod pseudonimami „Kresowiec”, „Bela Rębowicz”. Zorganizowano uroczystość 40-lecia jego pracy publicystycznej.
Miał synów. Zmarł po długiej chorobie 30 stycznia 1934 we Lwowie. 2 lutego 1934 został pochowany na Cmentarzu Łyczakowskim we Lwowie w grobowcu rodziny Setti.

## Publikacje
- Przeszłość Towarzystwa Polskiego Bratniej Pomocy i Czytelni Polskiej w Czerniowcach (1885)
- Henryk Schmitt. Życiorys spisany na podstawie dokumentów i korespondencyj (1888)
- Aleksander Morgenbesser. Życiorys na podstawie zapisków autobiograficznych, dokumentów, listów, notatek i podań rodzinnych (1893)
- Kult pamięci Adama Mickiewicza w Karolowych Warach (1894)
- Kamilla Poh. Szkic biograficzny (1896)
- Do dziejów poczty w Polsce (1899)
- Z minionej doby. Kilka wspomnień na tle zapisków prywatnych (1903)
- Księga pamiątkowa opracowana staraniem Komitetu Obywatelskiego w czterdziestą rocznicę powstania r. 1863/1864 (1904)[44]
- Lista osób pochodzenia szlacheckiego zasądzonych w Galicji za udział w tajnych stowarzyszeniach i pracach rewolucyjnych w latach 1833–1848 (1905)
- Sanockie w r. 1846 (wspomnienie w sześćdziesiątą rocznicę wypadków) (1906)
- Gertruda z Komorowskich Szczęsnowa Potocka i odkrycie jej grobowca (1906)
- Dowódcy oddziałów w powstaniu styczniowym i współczesne pieśni rewolucyjne (1907)
- Księga pamiątkowa półwiekowego jubileuszu Gimnazyum im. Franciszka Józefa I. we Lwowie 1858-1908 (1909)
- Wyprawy na Kolbuszowę R. 1833 w świetle aktów procesu karnego przeciw pułkownikowi Józefowi Zaliwskiemu i wspólnikom (1909)
- Rewizya w Kudryńcach w r. 1834 w świetle aktów procesu karnego przeciw pułkownikowi Józefowi Zaliwskiemu i wspólnikom (1910)
- Przyczynek do dziejów wyprawy na Narajów r. 1846. Protokół, spisany w lwowskim sądzie kryminalnym w czasie od 23 marca do 12 lipca 1846 z Tomaszem Białynią Chołodeckim – uczestnikiem sprzysiężenia, dowódcą jednej z rot, poprowadzonych do ataku pod Narajów przez Teofila Wiśniowskiego (1910)
- Alfred Brzeziński. Przyczynek do dziejów obrony Zamościa r. 1831 (z aktów procesu karnego przeciw pułkownikowi Józefowi Zaliwskiemu i wspólnikom) (ok. 1910)
- Dąb-Dąbczańscy i Jan Żalplachta-Zapałowicz. Przyczynki do dziejów powstania styczniowego (ok. 1911)
- Trynitarze (1911)
- Do dziejów drobnej szlachty Podola (1911)
- Białynia-Chołodeccy. Uczestnicy spisków - więźniowie stanu - wychodźcy z ziemi ojczystej w świetle aktów procesów politycznych i dokumentów archiwum familijnego (1831-1863) (1911)
- Eugeniusz Albert Ulatowski więzień stanu i męczennik. W świetle aktów procesu karnego przeciw pułkownikowi Józefowi Zaliwskiemu i wspólnikom (1911)
- W okowach do ślubu. Wspomnienie z czasów procesu karnego przeciw pułkownikowi Józefowi Zaliwskiemu i wspólnikom konspiracji (r. 1833-1837) (1911)
- Do dziejów powstania styczniowego. Obrazki z przeszłości Galicyi (1912)
- Wojna Polski z Rosją w latach 1830–1831, czyli „Powstanie Listopadowe” (1912)
- Początki Zakładu Głuchoniemych we Lwowie (wspomnienie w dwusetną rocznicę urodzin „Ojca głuchoniemych” opata M. K. de l’Epee) (1912)
- Jenerał Kołyszko i tegoż podkomendni na terytoryum Galicyi (1912)
- Cmentarz Stryjski we Lwowie (1913)
- Franciszek Smolka (1913)
- Z cyganeryi lwowskiej przed pół wiekiem (1861-1863) (1913)
- Na temat wychodźstwa w pierwszym okresie dziejów „rewindykowanej” Galicyi (1914)
- Wspomnienia z lat niedoli i niewoli 1914-1918 (1919)
- Epizody z dziejów Małopolski w XIX stuleciu (1920)
- Przyczynki do dziejów krwawych walk naszych w latach 1914–1920 (1921)
- Archiwum Wojskowe we Lwowie (1922)
- Zniszczenie monumentów w Transsylwanii (1922)
- Lwów kawalerem krzyża „Virtuti Militari” (1922)
- Ćwierćwiecze Kolonii polskiej w Charbinie na Dalekim Wschodzie (1923)
- Patriotyzm dziadów naszych z przed stu laty w oświetleniu aktów austriackich (przyczynek do dziejów z lat 1809–1814) (1923)
- Zwierzęta przedpotopowe i inne, jakie wyniszczył lekkomyślnie człowiek (szkic z dziejów przyrody). Odczyt wygłoszony z ramienia Towarzystwa Szkoły Ludowej koła im. Adama Asnyka dnia 31 maja 1924 (1924)
- Dyktator Romuald Traugutt i kult jego pamięci we Lwowie (1925)
- Wojenny posiew anioła śmierci i kult pamięci poległych (1926)
- Rzecz o pieniądzach w Polsce. Szkic popularny (1926)
- Lwów w czasie wojen Napoleona Wielkiego w latach 1809–1814 (1927)
- Lwów pastwą pożogi w r. 1527. Wspomnienie w czterechsetną rocznicę katastrofy (1927)
- Lwów w XIX stuleciu (1928)
- Cmentarzyska i groby naszych bohaterów z lat 1794–1864 na terenie wschodniej Małopolski (1928)
- Z przeszłości gmachów wojskowych we Lwowie (1929)
- Lwów w czasie powstania listopadowego (1930)
- Lwów w czasie okupacji rosyjskiej (3 września 1914 – 22 czerwca 1915). Z własnych przeżyć i spostrzeżeń (1930)
- Zakładnicy miasta Lwowa w niewoli rosyjskiej 1915-1918 (z odbitką fotograficzną zakładników) (1930)[14]
- Emisarjisz Henryk Dmochowski i Listy z Paryża Waleriana Piętkiewicza (1931)
- Jan Bończa Pawulski i jego patriotyczna działalność. Wspomnienia z dziejów Lwowa w XIX stuleciu (1931)
- Cmentarz Obrońców Lwowa

W 1951 jego praca Bohaterska dziatwa w obronie Lwowa: opowieść o Tadeuszu, Janie i Halinie Grabskich poległych w walkach o Lwów została wycofana z polskich bibliotek oraz objęta cenzurą.

## Odznaczenia
polskie
- Krzyż Oficerski Orderu Odrodzenia Polski (2 maja 1923)[46][47]
- Krzyż Siedemdziesięciolecia Powstania Styczniowego[13]
- Odznaka pamiątkowa „Orlęta”[13]
- Krzyż Zasługi Małopolskiej Straży Obywatelskiej[13]

austro-węgierskie
- Brązowy Medal Jubileuszowy Pamiątkowy dla Sił Zbrojnych i Żandarmerii (przed 1913)[25]
- Medal Jubileuszowy Pamiątkowy dla Cywilnych Funkcjonariuszów Państwowych (przed 1913)[25]
- Krzyż Jubileuszowy dla Cywilnych Funkcjonariuszów Państwowych (przed 1914)[26]